# Microphthalma disjuncta
Microphthalma disjuncta är en tvåvingeart som först beskrevs av Christian Rudolph Wilhelm Wiedemann 1824.  Microphthalma disjuncta ingår i släktet Microphthalma och familjen parasitflugor. Inga underarter finns listade i Catalogue of Life.